# Pau Riera i Galtés

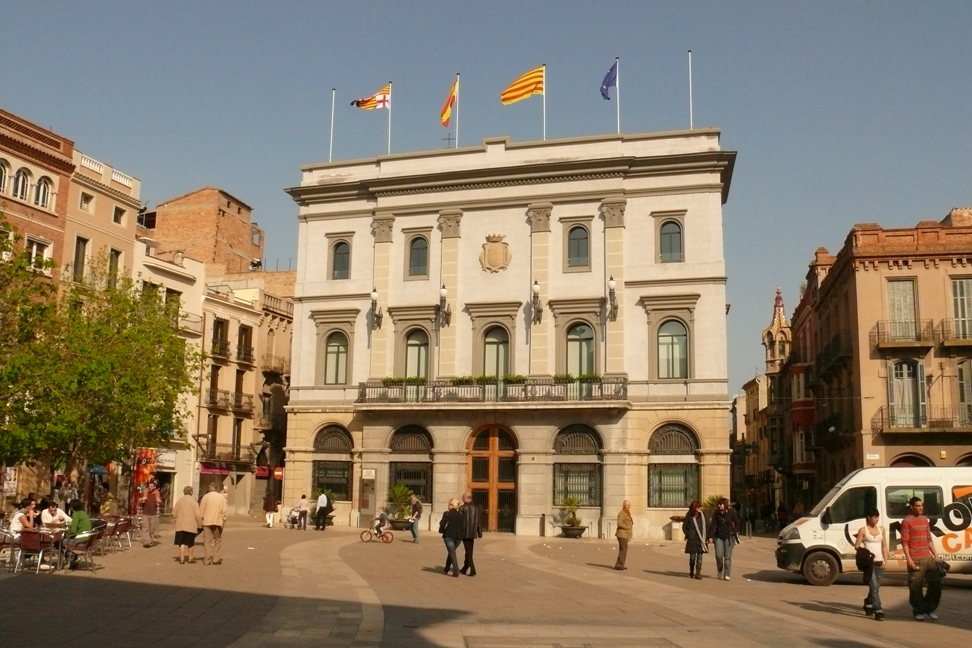
Edifici neoclàssic de l'Ajuntament d'Igualada (1883)

Pau Riera i Galtés va ser un mestre d'obres català, amb nombroses obres modernistes i neoclàssiques a Igualada, ciutat on fou arquitecte municipal, segons consta en documents de l'any 1905.

## Obres

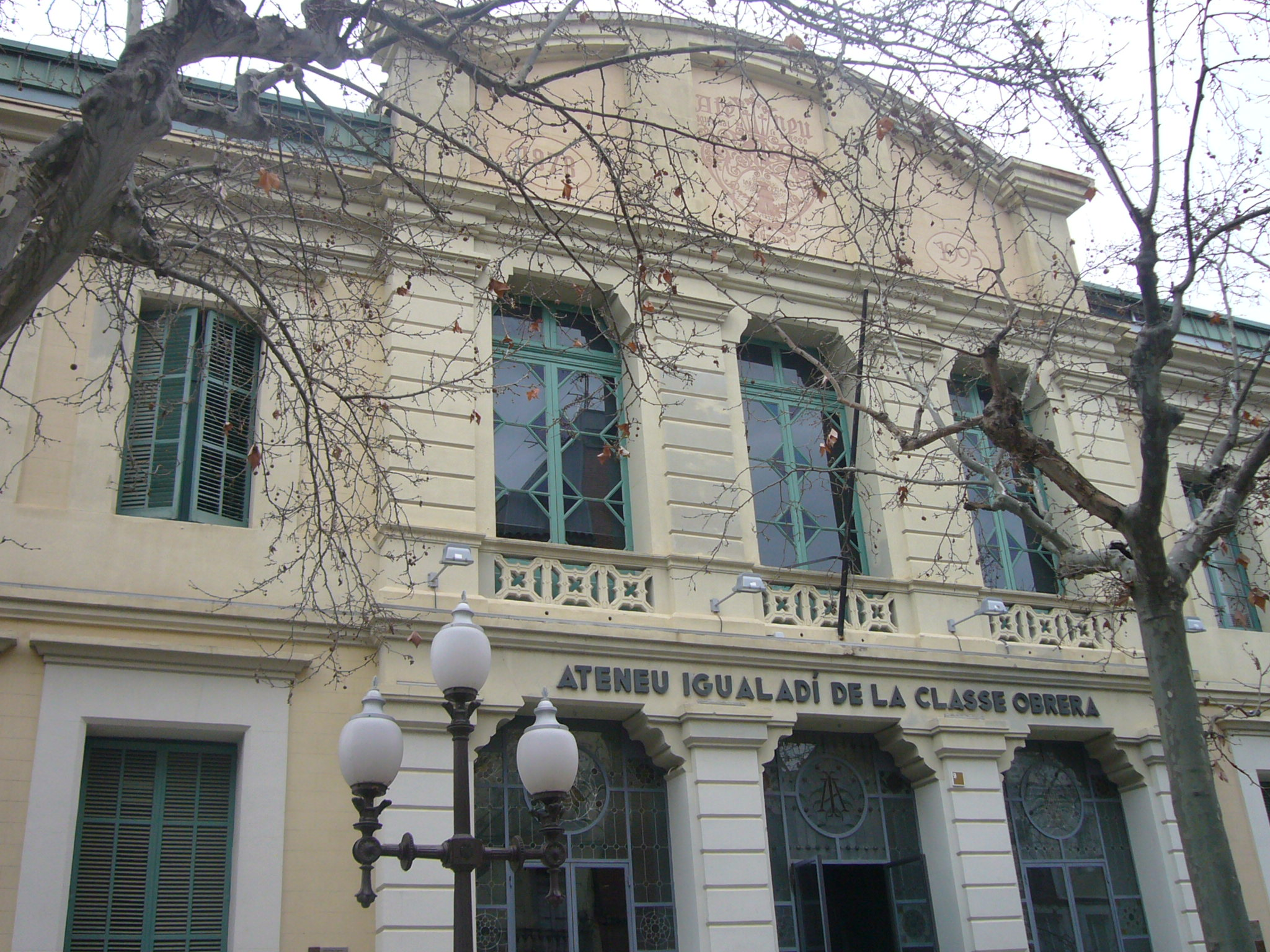
Edifici de l'Ateneu Igualadí de la Classe Obrera (1878)

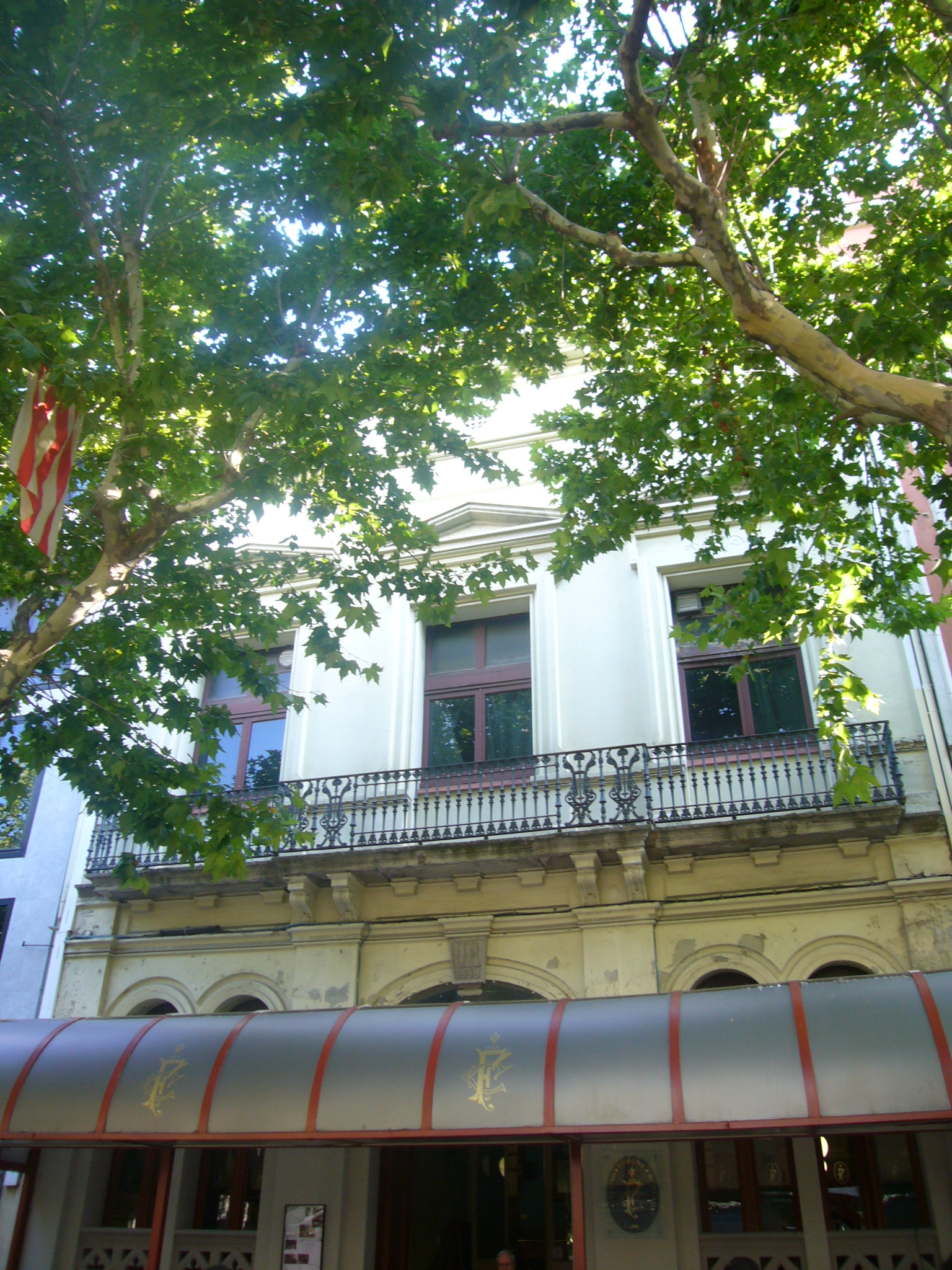
Casino Foment d'Igualada (1890)

Fou autor de l'edifici de l'Ateneu Igualadí de la Classe Obrera, inaugurat l'any 1878 i d'un brollador modernista situat al jardí lateral de l'edifici.
Fou autor, conjuntament amb l'arquitecte Antoni Rovira i Trias, de l'edifici neoclàssic de l'Ajuntament d'Igualada (1880-1883). És un edifici de planta baixa i dos pisos, amb un gran balcó al primer pis. Pilastres amb capitell corinti marquen la façana i les seves obertures. Al segon pis hi ha una gran escut de la ciutat i a l'interior hi destaca l'escala d'estil català.
Fou autor de l'edifici del Casino Foment d'Igualada, construït el 1890 a la Rambla de Sant Isidre, 14 d'Igualada. D'estil neoclàssic, la façana presenta tres eixos d'obertures, de mig punt a la part baixa, arquitravades a la superior, coronades per frontons.
Fou autor del plànol del carrer Passeig del Progrés, a Olesa de Montserrat, datat del 4 de setembre de 1893, i el 1900 va rebre l'encàrrec d'aquest municipi per fer els plànols de l'eixample de la part sud de la vila.
L'any 1901 fou autor de la Casa Marià Munguet, edifici modernista situat al carrer Argent, 30, d'Igualada. La façana està formada per 3 cossos, amb el cos central elevat un pis més que els laterals. El pis principal té balcó corregut mentre que els altres són individuals i estan suportats per cartel·les dentades.
L'any 1902 projectà la casa Aleix Gabarró i Castelló a la rambla Nova 27, d'Igualada, reformada un any després per l'arquitecte Josep Pujol i Brull. És una casa amb trets modernistes, com el coronament amb ones, un balcó de pedra calada, detalls ceràmics, baranes de forja i esgrafiats florals. Aquell any també fou autor de la Casa Jaume Mussons i Bisbal, situada a la rambla Sant Ferran, 39 d'Igualada.
L'any 1904 projectà la Casa Josep Biosca, edifici modernista entre mitgeres situat al carrer Soledat 53, d'Igualada, promogut per Josep Biosca Vila. Inclou decoració amb esgrafiats, perfil trilobulat de les llindes i forja treballada a les baranes del terrat.
L'any 1905 fou autor de la reforma modernista de la casa Francesc Vidal, situada al carrer Argent, 34 d'Igualada. És una casa amb planta baixa i tres pisos. El pis principal té balcó corregut mentre que el segon disposa de balcons individuals i el tercer amb inclou finestres geminades. Hi ha motllures, relleus i guardapols a les obertures. El parament és cobert amb un estucat que imita carreus. La planta baixa fou modificada el 1970.
El 1905 també fou autor de la Casa Casadesús i Botet, edifici modernista situat a la rambla de Sant Ferran, 60, d'Igualada. Les obertures tenen llindes ornades amb relleus amb motius vegetals, que es repeteixen al coronament.
Fou autor de la nova façana modernista del Convent de Sant Agustí d'Igualada, que l'edifici del convent, actualment escola Pia, comparteix amb l'adjacent Santuari de la Pietat. La façana dona a la plaça Castells i fou inaugurada l'any 1908.

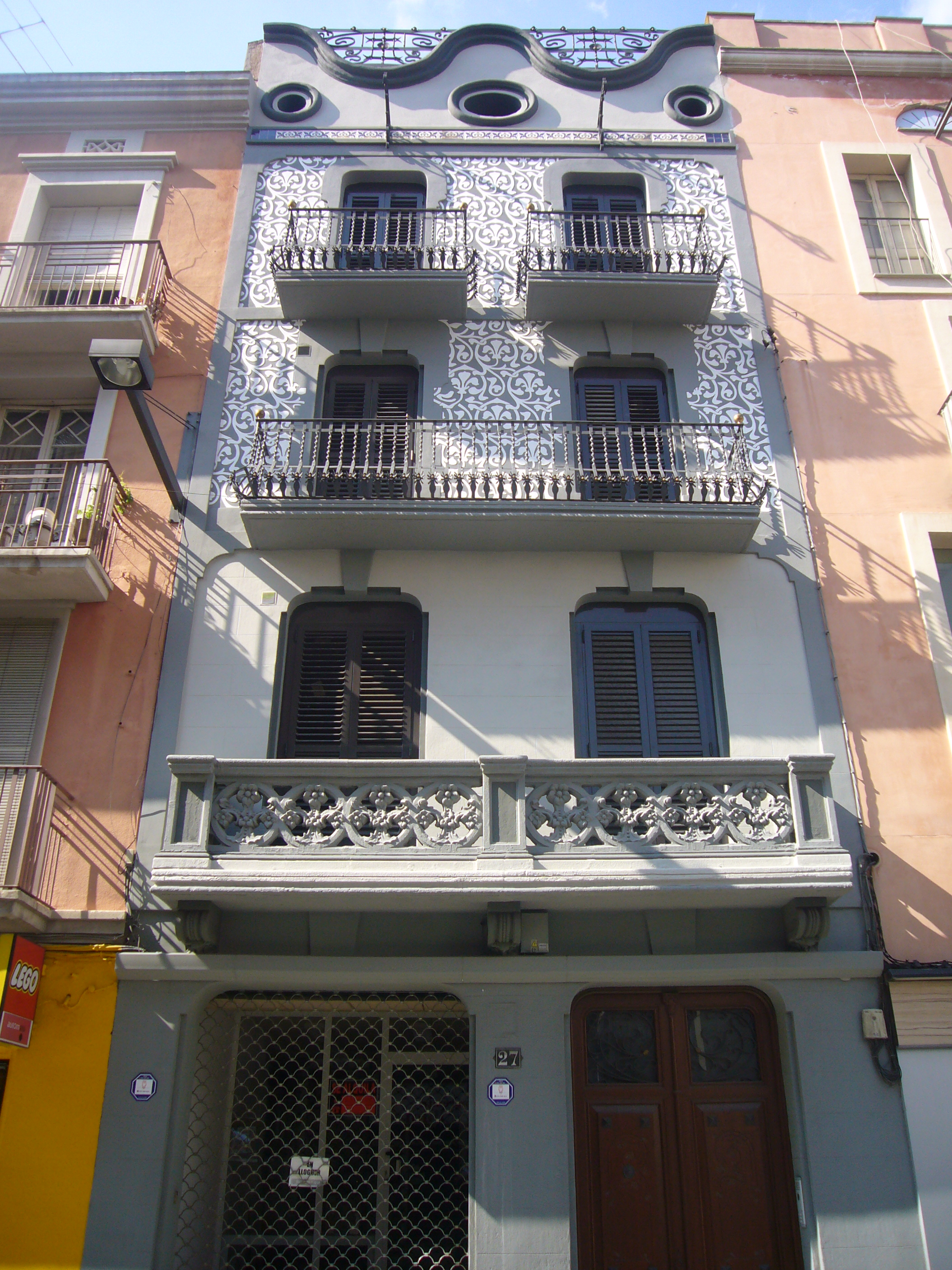
Casa Aleix Gabarró. Rambla Nova, 27, Igualada (1902)
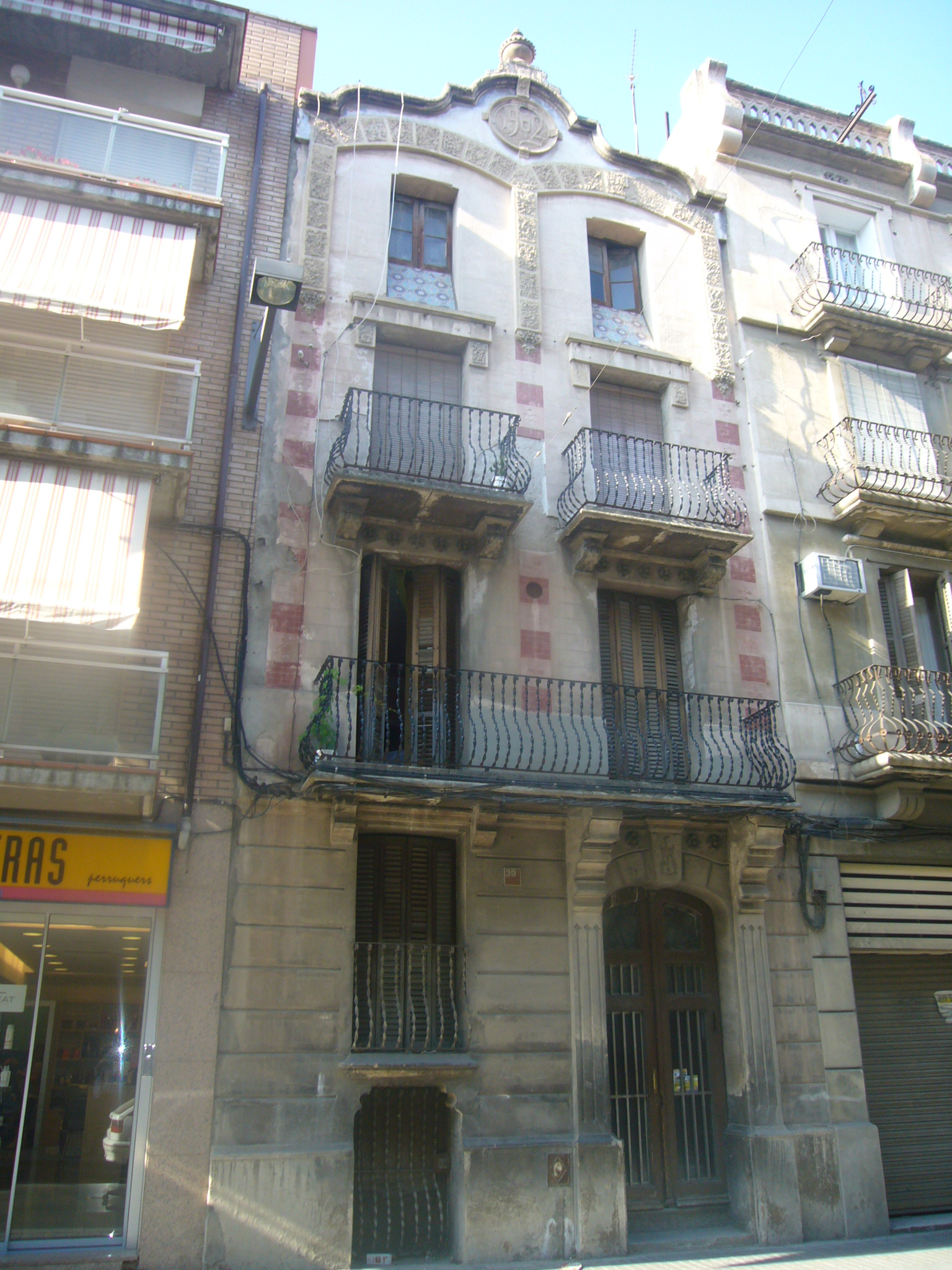
Casa Jaume Mussons i Bisbal. Rambla Sant Ferran, 39, Igualada (1902)
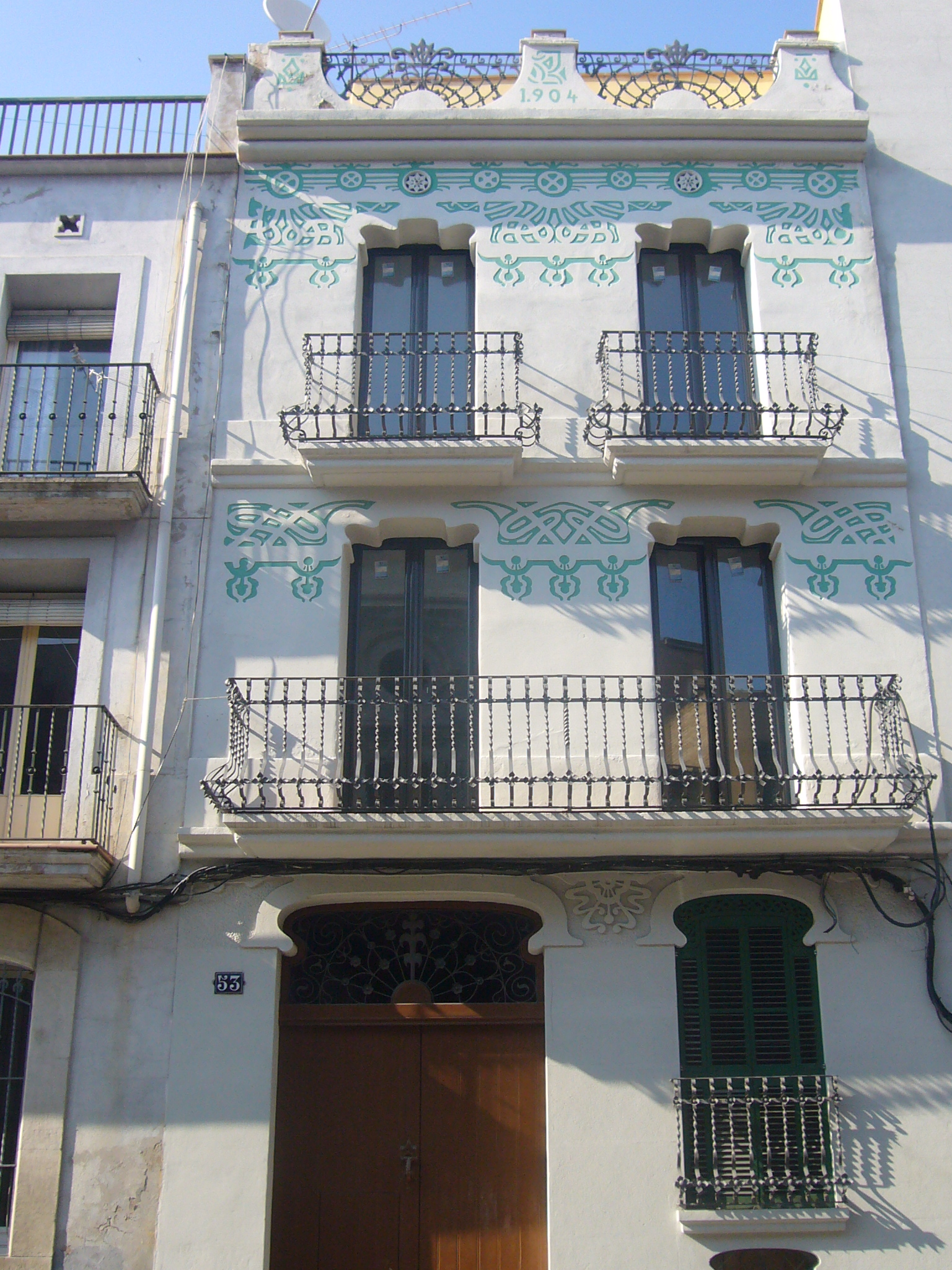
Casa Josep Biosca. Carrer Soledat, 53, Igualada (1904)
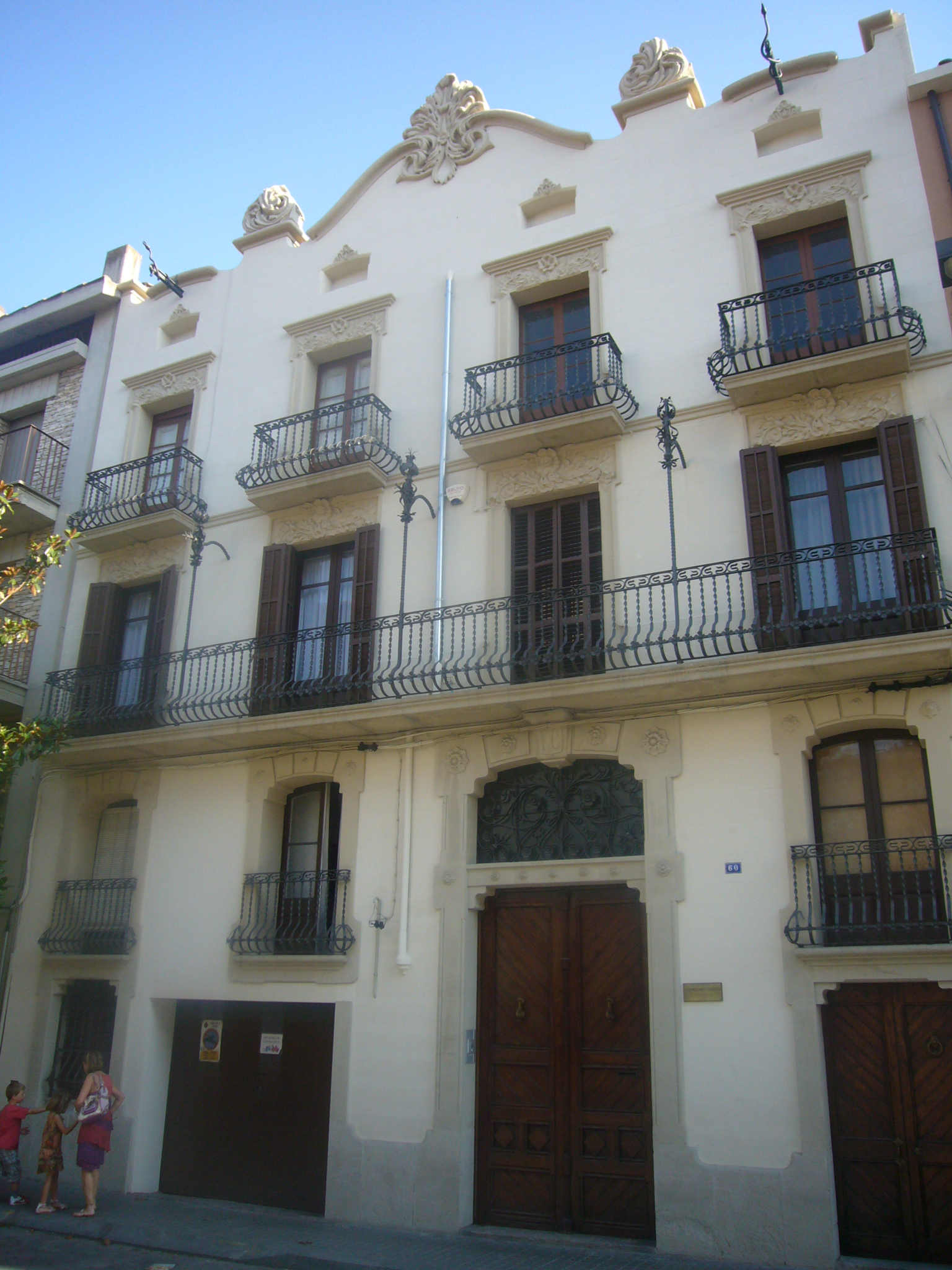
Casa Casadesús i Botet. Rambla de Sant Ferran, 60, Igualada (1905)
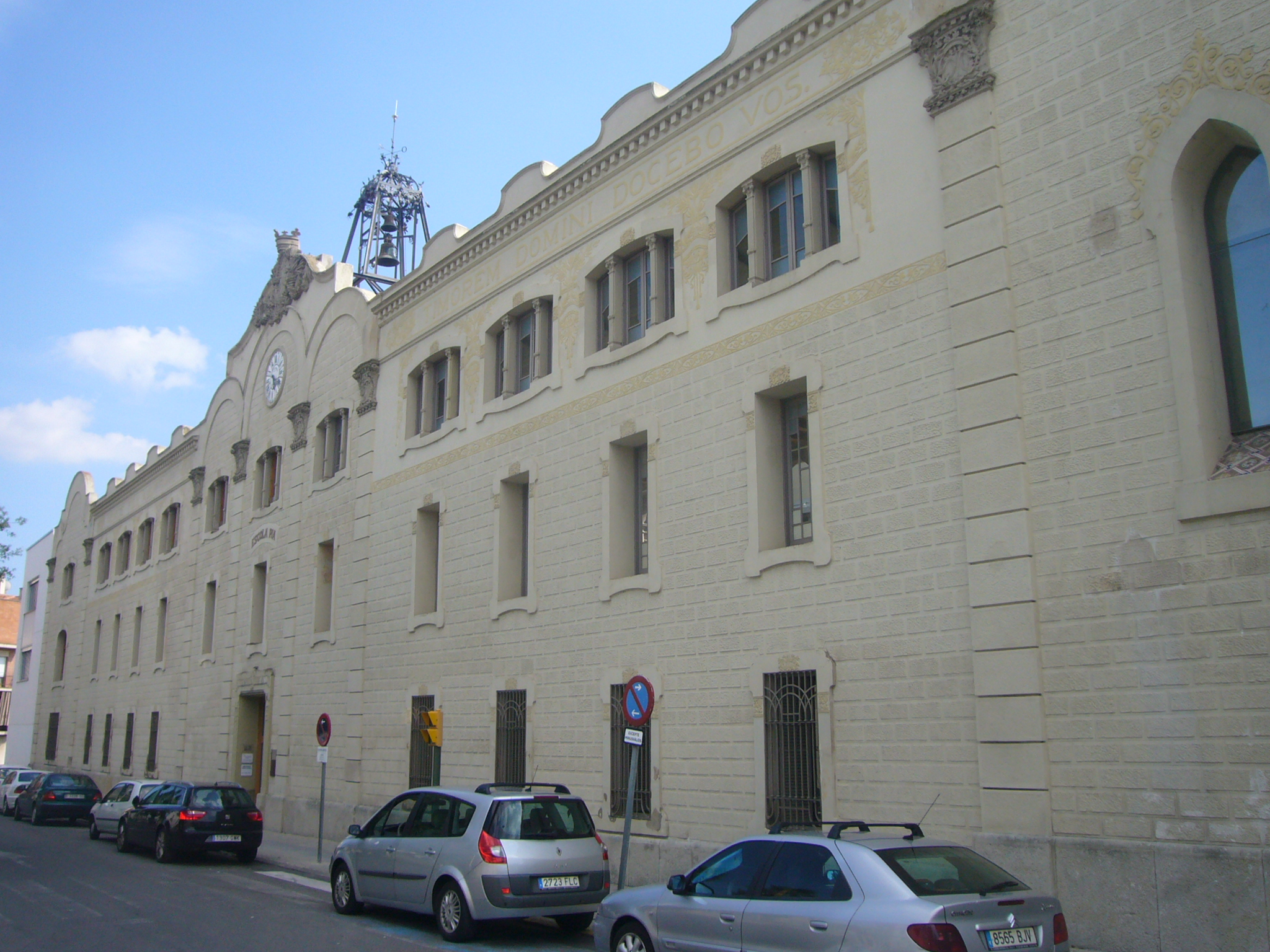
Façana del Convent de Sant Agustí i del Santuari de la Pietat, Igualada, (1908)